# Импичмент
Импи́чмент (англ. impeachment — недоверие, от лат. impedivi — «воспрепятствовал, пресёк») — процедура судебного обвинения, в том числе и уголовного, лиц муниципального или государственного исполнения, чиновников, вплоть до главы государства, с возможным последующим их отстранением от должности. Обвинение в процессе импичмента, как правило, уличает лицо в актах, совершённых незаконно, то есть в сознательном правонарушении, независимо от злоупотребления должностными полномочиями.

## История
Понятие возникло в Англии в XIV веке как орудие борьбы против произвола королевских фаворитов: тогда Палата общин присвоила себе право отдавать королевских министров под суд Палаты лордов, тогда как прежде это право принадлежало только королю. Процедура выдвижения общинами уголовного обвинения перед лордами и получила название «импичмента».
В британской истории впервые она была применена во время работы «Хорошего парламента» (1376 год), когда Палата общин потребовала наказания для королевского министра Джона Невилла, 3-го барона Невилла из Рэби, в отношении которого был выдвинут ряд обвинений.
В последний раз в британской истории импичмент применялся в 1806 году относительно Генри Дандаса, который был впоследствии оправдан. Из британских законов понятие перешло в конституцию США, где стало обозначать выдвижение нижней палатой обвинения перед сенатом против федерального должностного лица вплоть до судей и президента (в каждом штате на уровне штата аналогичные процедуры установлены для губернатора и других должностных лиц штата). Верхняя палата, как и в Англии, выступает здесь как судебная инстанция, и президент не имеет права помилования по приговорам Сената. Таким образом, импичмент в точном смысле является лишь первым этапом процедуры отрешения от должности по уголовному обвинению, хотя в наше время (даже в англоязычных странах) этим словом стало принято называть весь процесс отрешения.
Слово заимствовано в русский язык из английского, в котором, в свою очередь, оно является производным от латинского понятия.

## Импичмент в странах мира
Законодательство об импичменте высших должностных лиц существует в большинстве стран мира, однако не везде к нему прибегают. Например, в конце XX — начале XXI века были отрешены от должности президенты: Бразилии Фернанду Колор (1990—1992) и Дилма Русеф (2011—2016), Перу Альберто Фухимори (Конгресс не принял его добровольной отставки и провёл процедуру импичмента с запретом на политическую деятельность) (1990—2000) и Мартин Вискарра (2018—2020), Индонезии Абдуррахман Вахид, Южной Кореи Пак Кын Хе и Литвы Роландас Паксас. Импичмент Паксаса (2004) при этом стал единственным принятым импичментом главы государства в Европе.

### Беларусь
19 ноября 1996 г. в Конституционный суд поступило обращение от группы депутатов Верховного Совета Республики Беларусь о начале процедуры отстранения от должности президента Республики Беларусь Александра Лукашенко в связи с систематическим нарушением им норм Конституции и законов Республики Беларусь, однако импичмент не состоялся.

### Лихтенштейн
В отличие от большинства других стран, в конституции Лихтенштейна процедура отстранения от власти князя инициируется гражданами и проводится через всенародный референдум.

### Россия
В России по Конституции, принятой в 1993 году, процедура во многом схожа с американской: отрешение Президента Российской Федерации от должности производит Совет Федерации двумя третями голосов по представлению Государственной думы.
В России процедура импичмента (отрешения от должности) инициировалась трижды, один раз — согласно действующей Конституции. Во всех случаях объектом становился первый президент — Борис Ельцин.
В первый раз вопрос об импичменте встал в марте 1993 года по инициативе Верховного Совета и Съезда народных депутатов России. Хотя действовавшая на тот момент (с изменениями) Конституция РСФСР 1978 года позволяла Съезду народных депутатов самостоятельно решать «любой вопрос, находящийся в ведении Российской Федерации», в результате переговоров между Верховным Советом и президентом вопрос о полномочиях был вынесен на всенародный референдум, в ходе которого одновременно решался вопрос и о доверии Съезду. В результате народного волеизъявления большинство участников референдума проголосовало в поддержку президента и за досрочное переизбрание народных депутатов России. Однако число голосов, набранное за переизбрание Съезда народных депутатов России, было менее 50 % от общего числа избирателей (явка составила около 2/3 от этого числа). В связи с этим, до конца лета 1993 года изменений в деятельности исполнительной и законодательной власти не произошло.
Во второй раз вопрос об импичменте встал в сентябре 1993 года, после указа президента о прекращении действия Съезда и Верховного Совета. Решение об импичменте было принято депутатами, собравшимися на так называемый X Съезд, законность которого, однако, не была признана исполнительной властью. Конфликт был разрешён вооружённым путём в ходе событий 3—4 октября.
В третий раз вопрос об импичменте рассматривался в 1998—1999 годах. Президент Ельцин обвинялся Государственной думой по четырём пунктам: распад СССР, развязывание войны в Чечне, ослабление обороноспособности и безопасности России, роспуск Верховного Совета в 1993 году. Факультативно рассматривался вопрос о «геноциде российского народа». В Государственной думе была создана специальная парламентская комиссия по рассмотрению вопроса об импичменте во главе с членом фракции КПРФ Вадимом Филимоновым (председатель), Виктором Илюхиным (КПРФ) и Еленой Мизулиной («Яблоко») (заместители председателя). В результате голосования ни одно из обвинений не получило поддержки квалифицированного большинства депутатов (для выдвижения обвинения по вопросу о войне в Чечне не хватило 17 голосов), и процедура была прекращена.

### США
Импичмент, согласно разделу IV статьи II Конституции США, предусматривает привлечение к ответственности путём отстранения от должности федеральных служащих, в том числе президента, если «они будут признаны виновными в измене, взяточничестве или других тяжких преступлениях и проступках».
Прерогативой формулировать и выдвигать обвинение обладает Палата представителей. Здесь должно быть проведено голосование за то, чтобы передать вопрос на рассмотрение юридического комитета Палаты представителей, где проводится расследование обвинений. Если основания для импичмента обнаружены, готовится фактическое обвинительное заключение, которое после утверждения комитетом направляется на рассмотрение Палаты представителей полного состава, где для его утверждения требуется простое большинство голосов.
Если Палата представителей поддержит предложение, следующим шагом должно стать утверждение импичмента в верхней палате Конгресса — Сенате. Обвинения передаются в Сенат Конгресса, где процедура превращается в судебный процесс, на котором Палата представителей фактически выступает стороной обвинения, а сенаторы выполняют роль членов суда присяжных. Чтобы импичмент состоялся, необходимо не менее двух третей голосов сенаторов (не менее 67).
Процедура применима для отрешения Президента США, ряда федеральных должностных лиц и судей (единственное исключение из принципа несменяемости судей). Дополнительно к отрешению от должности, Сенатом может быть назначено наказание, затрагивающее запрет на занятие должностей на федеральной службе США (включая даже неоплачиваемые почётные должности).
Первый случай импичмента в американской истории произошёл в 1797 году, когда в сговоре с британцами был обвинён сенатор из Теннесси, Уильям Блаунт.
За всю историю США трём президентам был объявлен импичмент Палатой представителей, но все трое оправданы затем Сенатом, где обвинение не набрало необходимые 2/3 голосов: Эндрю Джонсон в 1868 (дело о незаконной отставке военного министра), Билл Клинтон в 1998—1999 (дело о лжесвидетельстве и препятствии правосудию в связи с историей Моники Левински) и Дональд Трамп в 2019—2020 году (дело о злоупотреблении должностными полномочиями и воспрепятствовании правосудию) и в 2021 году (дело о подстрекательстве к мятежу). Во всех случаях президенты были оправданы и сохранили свои должности (Дональд Трамп был оправдан во второй раз уже после того, как ушёл с должности президента). В 1974 президент Ричард Никсон, также представленный к импичменту по делу Уотергейта Палатой представителей, ушёл в отставку, прежде чем импичмент был объявлен Палатой представителей, когда стало известно, что даже в Сенате есть поддержка подавляющим большинством: лишь 15 сенаторов готовы были оправдать Никсона. Заступивший на пост Джеральд Форд немедленно после инаугурации помиловал Никсона, упредив также обычное уголовное преследование.
В 2021 году 45-й президент США Дональд Трамп стал первым и единственным в истории главой американского государства, которому импичмент объявляли два раза.
Также импичмент применялся несколько раз к чиновникам более низкого уровня и судьям (за всю историю Палата представителей выдвигала обвинения в отношении 11 судей, из них 7 были отрешены Сенатом).
В США импичмент может выноситься законодательными собраниями штатов должностным лицам этих штатов (например, в 2009 году был отрешён от должности губернатор штата Иллинойс Род Благоевич по обвинению во взяточничестве).

### Филиппины
Импичмент на Филиппинах следует процедурам, похожим на процедуру в Соединённых Штатах Америки. Согласно разделам 2 и 3 статьи 11 Конституции Филиппин, Палата представителей Филиппин имеет исключительное право инициировать все случаи импичмента против президента, вице-президента, членов Верховного суда, членов Конституционных комиссий и омбудсмена. Когда треть её членов одобрила статьи импичмента, они затем передаются в Сенат Филиппин.